# Адефарасин, Реми
Реми Адефарасин (англ. Remi Adefarasin; род. 2 февраля 1948, Лондон) — британский кинооператор.

## Биография
Отец — выходец из Африки, мать — англичанка. Окончил художественную школу в Харроу. Начинал работу ассистентом оператора в Ealing Studios Би-Би-Си в конце 1960-х. Участвовал в съёмках телесериалов Братья по оружию и Тихий океан.
Член Британского общества кинооператоров.

## Избранная фильмография
- 1991: Искренне, безумно, сильно (Энтони Мингелла)
- 1994: В западне (Анджела Поуп)
- 1996: Английский пациент (Энтони Мингелла; главный оператор второго состава)
- 1998: Осторожно, двери закрываются (Питер Хауитт)
- 1998: Елизавета (Шекхар Капур; номинация на «Оскар», премия BAFTA, премия Британского общества кинооператоров, Золотая лягушка МКФ в Лодзи за лучшую операторскую работу)
- 1999: Онегин (Марта Файнс; номинация на Золотую лягушку МКФ в Лодзи за лучшую операторскую работу)
- 2000: Обитель радости (Теренс Дэвис по роману Эдит Уортон)
- 2002: Мой мальчик (Крис Вайц, Пол Вайц)
- 2003: Агент Джонни Инглиш (Питер Хауитт)
- 2003: Особняк с привидениями (Роб Минкофф)
- 2004: Крутая компания (Пол Вайц)
- 2005: Матч-пойнт (Вуди Аллен)
- 2006: Сенсация (Вуди Аллен)
- 2006: Удивительная лёгкость (Майкл Эптед)
- 2007: Елизавета. Золотой век (Шекхар Капур)
- 2007: Фред Клаус, брат Санты (Дэвид Добкин)
- 2010: Знакомство с Факерами 2 (Пол Вайц)
- 2012: Средь бела дня (Мабрук Эль Мекри)
- 2016: Гордость и предубеждение и зомби (Бёрр Стирс)
- 2016: До встречи с тобой (Теа Шэррок)
- 2018: Голая Джульетта (Джесси Перец)
- 2018: Где соприкасаются руки (Амма Асанте)
- 2019: Борьба с моей семьёй (Стивен Мерчант)
- 2019: Последний Вермеер (Дэн Фридкин)

## Признание
Офицер ордена Британской империи (2012).